# Phillip Cocu
Phillip John William Cocu (Eindhoven, 29 de outubro de 1970) é um treinador e ex-futebolista neerlandês que atuava como volante. Atualmente está sem clube.

## Carreira como jogador

### AZ Alkmaar
Iniciou sua carreira no AZ Alkmaar, estreando como ponta-esquerda na Eerste Divisie aos 18 anos, em 22 de janeiro de 1989, contra o NEC. Duas semanas depois, marcou dois gols num jogo da Copa da Holanda contra o Fortuna Sittard, que foi seguido por seu primeiro gol na liga contra o SVV em março.
No total com a camisa do AZ, realizou 50 partidas e marcou oito gols.

### Vitesse
Cocu foi comprado pelo Vitesse por 272 mil euros. Em Arnhem, deixou de ser um ponta-esquerda e tornou-se um meio-campista central.
Deixou o Vitesse em 1995, após cinco temporadas.

### PSV Eindhoven
Cocu assinou em junho de 1995 com o PSV Eindhoven, ele imediatamente marcou em sua estreia no PSV contra o Fortuna Sittard (3–1).
No clube holandês, o meia atuou ao lado de jogadores como Ronaldo, Jaap Stam, Wim Jonk e Luc Nilis. Ainda assim, foram coandjuvantes pelo fato do rival Ajax possuir uma equipe muito forte.

### Barcelona
Foi contratado pelo Barcelona em 1998. O jogador estreou num empate em 0–0 contra o Racing de Santander, válido pela La Liga.
No entanto, durante sua estadia o Barça estava passando por administrações turbulentas e mesmo com elenco forte não obtiveram muitos títulos. As 205 partidas de Cocu na La Liga e 292 aparições no total foram recordes do Barcelona para um jogador estrangeiro quando ele saiu; ambos os recordes permaneceram até que Lionel Messi os superou em 2011 e 2012, respectivamente.

### Retorno ao PSV
Em 2004, Cocu acertou seu retornou ao PSV e assinou um contrato de dois anos. Em três temporadas conquistou três campeonatos holandeses (2005, 2006, 2007) e uma Copa da Holanda (2004–05). Já na temporada 2005–06, foi eleito o segundo melhor jogador da liga holandesa.

### Al-Jazira
No dia 15 de agosto de 2007, Cocu assinou contrato com o Al-Jazira, dos Emirados Árabes Unidos. Logo em sua estreia, contra o Al Wasl, o jogador balançou as redes na vitória por 2–1. Vestindo a camisa do Al-Jazira, Cocu atuou em 17 partidas do campeonato e marcou quatro gols.

### Aposentadoria
Após o término da temporada acabou optando por retornar à Holanda a tempo para o curso de treinador de futebol profissional assim se aposentando do futebol.

## Seleção Nacional

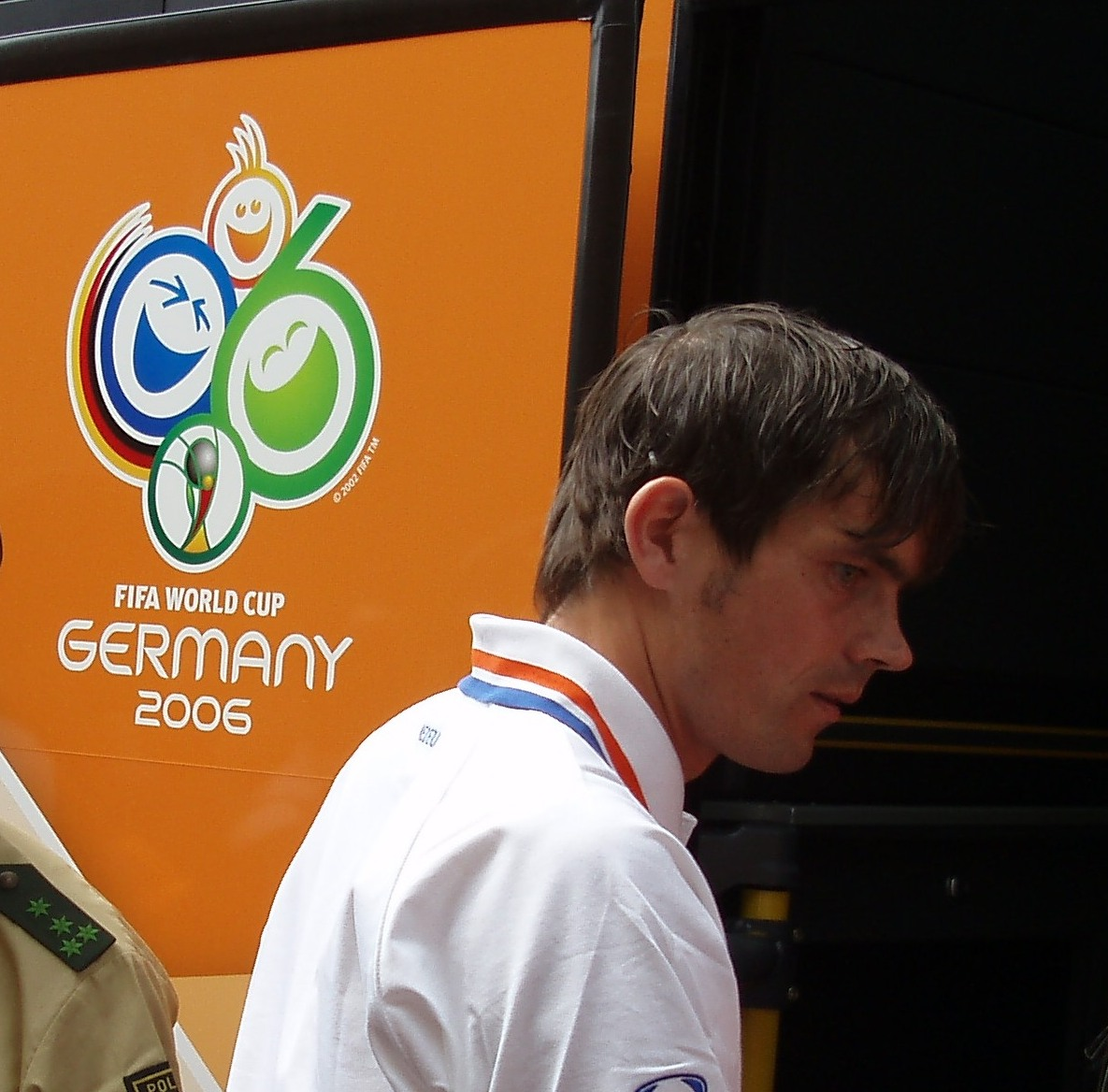
Cocu durante a Copa do Mundo de 2006

Pela Seleção Neerlandesa, Cocu disputou as Copas do Mundo FIFA de 1998 e 2006. Em 1998, no torneio realizado na França, o volante ficou marcado por perder um pênalti na semifinal contra o Brasil, onde o goleiro Taffarel fez uma defesa espetacular. No total, atuou em 101 partidas e marcou 10 gols pela Laranja.

## Carreira como treinador

### PSV Eindhoven
Retornou ao PSV em maio de 2013, agora como técnico, assumindo o comando da equipe e assinando por quatro temporadas.

### Derby County
Após comandar o time do Fenerbahçe por uma temporada, no dia 5 de julho foi anunciado como novo técnico do Derby County. Cocu chegou para substituir Frank Lampard, que deixou a equipe para assumir o comando do Chelsea.

## Títulos

### Como jogador
PSV Eindhoven
- Copa dos Países Baixos: 1995–96 e 2004–05
- Supercopa dos Países Baixos: 1996 e 1997
- Eredivisie: 1996–97, 2004–05, 2005–06 e 2006–07

Barcelona
- La Liga: 1998–99

Al-Jazira
- Copa do Golfo: 2007

### Como treinador
PSV Eindhoven
- Copa dos Países Baixos: 2011–12
- Eredivisie: 2014–15, 2015–16 e 2017–18
- Supercopa dos Países Baixos: 2015 e 2016

### Prêmios individuais
- Prêmio Rinus Michels (treinador do ano da Eredivisie): 2015 e 2018